# Tenjin

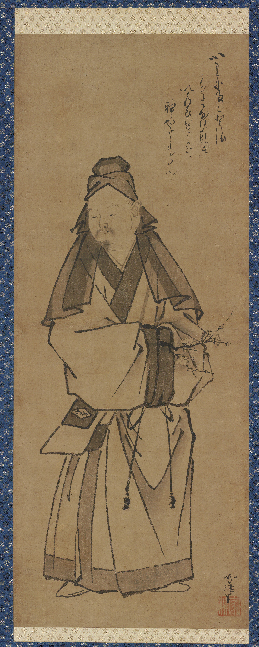
Tenjin zmierzający do Chin, autorstwa Sesshina, koniec XV w., okres Muromachi, tusz na papierze

Tenjin (jap. 天神; dosł. bóstwo, duch nieba) – tu: odnosi się do imienia Michizane Sugawary, erudyty z IX wieku, czczonego jako boga nauki, poezji i kaligrafii. Chramy mu poświęcone nazywają się Tenjin lub Tenman-gū. Na terenie całej Japonii jest ich bardzo wiele, do najważniejszych należą: Dazaifu Tenman-gū na Kiusiu, Kitano Tenman-gū w Kioto i Yushima Tenjin w Tokio. Pierwotne znaczenie słowa tenjin, jest prawie takie samo jak raijin (bóg piorunów).

## Michizane Sugawara
Sugawara był istotną postacią w dziejach Japonii. Na początku X wieku padł ofiarą rywali, członków rodu Fujiwara i został zesłany na Kiusiu. Zmarł tam na wygnaniu w 903 roku. Zaraz potem stolicę nawiedziły silne opady deszczu z piorunami. Powstałe w ich wyniku pożary i powodzie zniszczyły wiele siedzib rodu Fujiwara.
Cesarz stwierdził, iż było to spowodowane przez zagniewanego ducha Michizane. Aby go uspokoić, przywrócił mu wszystkie godności dworskie, spalił oficjalny rozkaz wygnania i zarządził, aby poetę czczono (deifikacja) pod imieniem Tenjina.

## Ewolucja w patrona uczonych
Przez pierwsze kilka stuleci Tenjin był postrzegany jako bóg klęsk żywiołowych, był czczony, aby uśmierzyć jego gniew. Jednak Michizane był także słynnym poetą i uczonym, jednym z największych okresu Heian. Wielu nauczycieli uważało go za patrona nauki i pogląd ten przyćmił w końcu kult boga klęsk żywiołowych.
Kult Tenjina nasila się szczególnie w okresie trwania egzaminów. Wielu uczniów i ich rodziców modli się wtedy w sanktuariach o jak najlepsze wyniki, a potem wraca do nich, aby dziękować za sukces.

## Rzeczy związane z Tenjinem

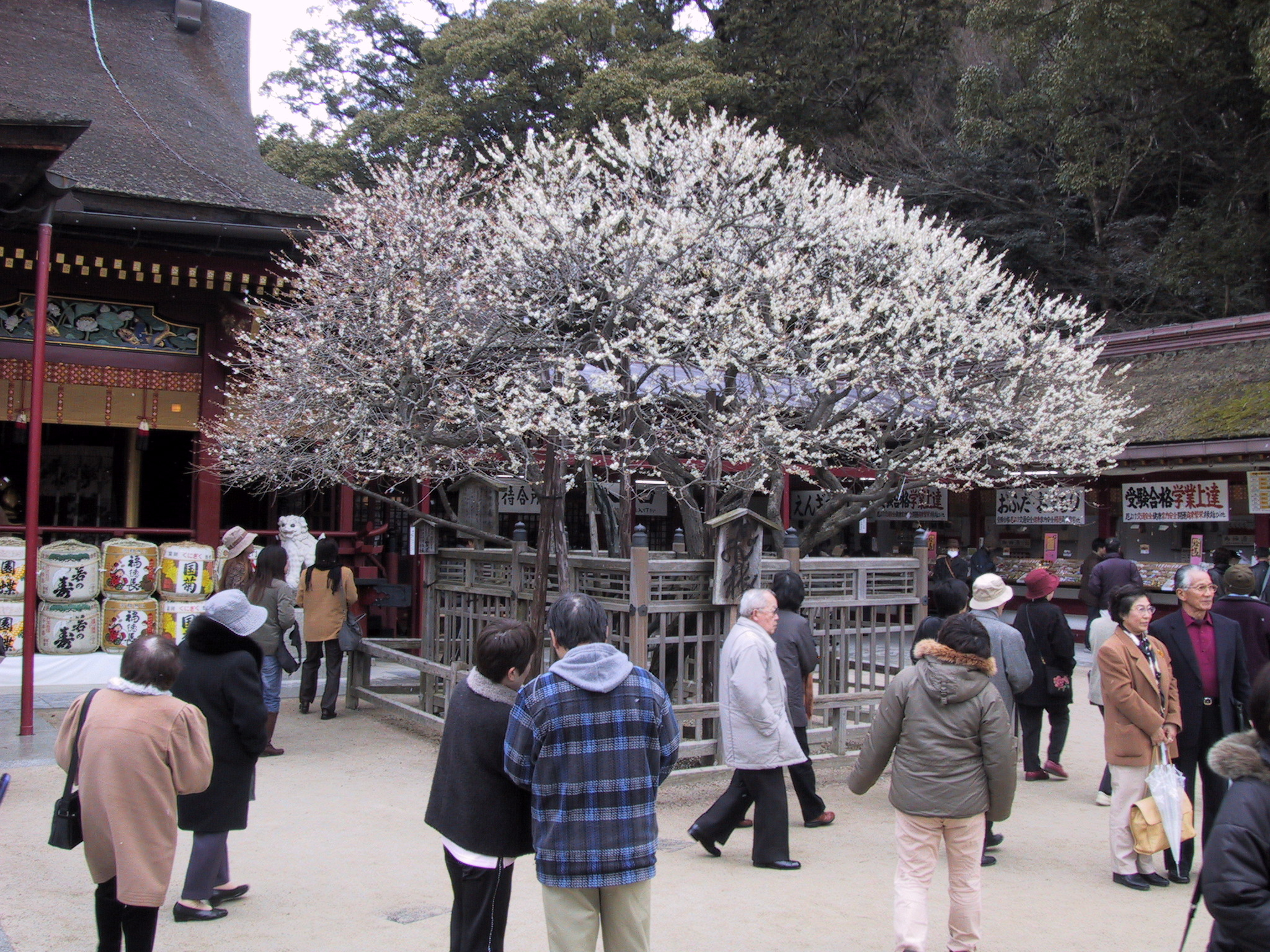
Drzewo ume, które według legendy przybyło do Michizane

Michizane bardzo lubił drzewa ume. W słynnym wierszu z wygnania skarżył się na brak ukochanego drzewa. Legenda głosi, iż przyleciało ono z Kioto do Dazaifu na Kiusiu, aby być z nim. Znajduje się ono nadal w jego sanktuarium. Z tego powodu w chramach poświęconych Tenjinowi często są sadzone drzewa ume, zazwyczaj kwitnące w okresie egzaminów. 
Zwierzęciem związanym z Tenjinem jest byk, który według legendy w czasie procesji pogrzebowej Michizane ciągnął jego szczątki. W miejscu, do którego byk doszedł, zostało następnie zbudowane sanktuarium Tenjina.